# تپه سوزه (ک - ۴۲)
تپه سوزه (ک - ۴۲) مربوط به دوران پیش از تاریخ ایران باستان - دوران‌های تاریخی پس از اسلام است و در شهرستان کنگاور، روستای فیروز آباد واقع شده و این اثر در تاریخ ۲۴ فروردین ۱۳۸۲ با شمارهٔ ثبت ۸۱۱۶ به‌عنوان یکی از آثار ملی ایران به ثبت رسیده است.